# L-01G
Wi-Fi STATION L-01G (ワイファイ　ステーション　エルゼロイチジー )は、LGエレクトロニクスによって開発された、NTTドコモの第3.9世代移動通信システム、LTE通信サービスXi（クロッシィ）と第4世代移動通信システム（PREMIUM 4G）に対応したモバイルWi-Fiルーター端末で、その他にFOMAハイスピードや公衆無線LAN接続を使ってWi-Fi通信が可能である。

## 概要
LGがL-02F以来となるNTTドコモ向けに開発した、モバイルWi-Fiルーターである。LTE-Advancedの技術として、複数の周波数帯を束ねて利用するキャリアアグリゲーションに対応し、理論値で下り最大225Mbpsの高速通信に対応しているのが特徴。またLTEで下り最大150Mbps／上り最大50Mbpsの通信や800MHz、1.5GHz、1.7GHz、2GHzの4種の周波数帯に対応している。中国国内でのローミングではTD-LTE方式による通信を利用することもできる。docomo Wi-Fiといった公衆無線LANを利用することも可能である。
LAN側の無線LANは、従来の2.4GHz帯を使用するIEEE802.11b/g/nに加え、一般的に干渉が少なく、快適に通信できる5GHz帯を使用する802.11a/n/acもサポートしているため、場所を問わず安定した高速通信が可能となっている。
ディスプレーは、タッチパネルを搭載した3インチのカラー液晶を採用し、電波状況やバッテリー残量、接続台数、利用したデータ通信量やSSIDなどの各種情報が確認可能なほか、パソコンやスマートフォンを使わずに、端末単体の操作だけで接続先や省電力の設定変更などの操作も行える。本機種ではシンプルなユーザインタフェースにより、本体の操作性が向上し、SSID、パスワードなど設定の確認や変更が行いやすくなっている。
4,880mAhの電池を内蔵する。付属の専用ケーブルを使用することで、他のモバイル機器へ給電する機能も備えている。

## 歴史
- 2015年3月23日 - NTTドコモより発表。
- 2015年3月25日 - 発売開始[1]。
- 2015年5月18日 - アップデート配信開始。キャリアアグリゲーションの周波数の組み合わせが増える。[2]